# Mariana Dias Ximenez
Mariana Dias Ximenez (ur. 13 grudnia 1982 w Baucau) – lekkoatletka z Timoru Wschodniego, specjalizująca się w biegach maratońskich.
W 2001 zdobyła złoty medal w maratonie na, odbywających się w australijskim mieście Darwin, zawodach Arafura Games. Dziewiąta zawodniczka igrzysk azjatyckich z 2002. W 2008 reprezentowała swój kraj na igrzyskach w Pekinie nie dobiegając do mety biegu maratońskiego.